# Бојс (Луизијана)
Бојс (енгл. Boyce) град је у америчкој савезној држави Луизијана.

## Демографија
По попису из 2010. године број становника је 1.004, што је 186 (-15,6%) становника мање него 2000. године.
| Група             | 2000.       | 2010.       |
| Белци             | 274 (23,0%) | 254 (25,3%) |
| Афроамериканци    | 885 (74,4%) | 720 (71,7%) |
| Азијати           | 5 (0,4%)    | 2 (0,2%)    |
| Хиспаноамериканци | 8 (0,7%)    | 5 (0,5%)    |
| Укупно            | 1.190       | 1.004       |